# 1847 في السلفادور
فيما يلي قوائم الأحداث التي وقعت خلال عام 1847 في السلفادور.

## سياسة

### تعيين في المنصب
- 16 يوليو – يوجينيو أغيلار Rector ‏.

## مواليد

### مارس
- 25 مارس – بيدرو خوسيه إسكالون سياسي سلفادوري.

## وفيات

### يناير
- 1 يناير – خوان مانويل رودريغيز (مواليد 1771) سياسي سلفادوري.

### أكتوبر
- 19 أكتوبر – خوان خوسيه غوزمان (مواليد 1797) سياسي سلفادوري.

### ديسمبر
- 14 ديسمبر – مانويل جوزيه ارسي (مواليد 1787) سياسي سلفادوري.